# Classe S (sous-marin italien, 1942)
Pour les articles homonymes, voir Classe S et Classe S (sous-marin).
La classe S de 1942 devait être une classe de neuf sous-marins de la Regia Marina, composée de U-Boote de type VII-C, une classe de sous-marins océaniques allemands caractérisée par une bonne manœuvrabilité et une plongée rapide.

## Histoire
En avril 1943, un accord est stipulé entre l'Italie et l'Allemagne pour la livraison de neuf  sous-marins de type VII-C à la Regia Marina. En échange, l'Italie cédera neuf  des sous-marins océaniques présents à la base sous-marine de Bordeaux (Betasom) pour être modifiés ultérieurement par la Kriegsmarine comme sous-marins de transport.
Début septembre 1943, certains des sous-marins sont presque prêts à être transférés sur des bases opérationnelles en territoire français, mais l'armistice italien du 8 septembre 1943 (Armistice de Cassibile) rompt l'accord et les sous-marins sont repris par la Kriegsmarine.
Aucun des sous-marins du lot n'a effectué de missions de guerre pour la Regia Marina.

## Unités
| Nom du sous-marin | Désignation précédente | Chantier de construction | Date de livraison | Commandant                                                            | Destin final                                                                |
| ----------------- | ---------------------- | ------------------------ | ----------------- | --------------------------------------------------------------------- | --------------------------------------------------------------------------- |
| S.1               | U-428                  | Danziger Werft Dantzig   | 26.06.1943        | c.c. (capitano di corvetta ou Capitaine de corvette) Athos Fraternale | Sabordé le 04.05.1945 dans la canal de Kiel                                 |
| S.2               | U-746                  | Schichau-Werke Dantzig   | 04.07.1943        | t.v. (tenente di vascello ou lieutenant de vaisseau) Augusto Biagini  | Endommagé par un bombardement aérien, s'enfonce dans le Golfe de Gelting    |
| S.3               | U-747                  | Schichau-Werke Dantzig   | 17.07.1943        | t.v. Roberto Rigoli                                                   | Perdu lors d'un bombardement aérien de l'USAAF le 8.05.1945 à Hambourg      |
| S.4               | U-429                  | Danziger Werft Dantzig   | 14.07.1943        | t.v. Angelo Amendolia                                                 | Perdu lors d'un bombardement aérien de la RAF le 30.03.1945 à Wilhelmshaven |
| S.5               | U-748                  | Schichau-Werke Dantzig   | 31.07.1943        | c.c. Mario Arillo                                                     | Sabordé le 03.05.1945 à Rendsburg                                           |
| S.6               | U-430                  | Danziger Werft Dantzig   | 04.08.1943        | t.v. Mario Rossetto                                                   | Perdu lors d'un bombardement aérien par la RAF, le 30.03.1945 à Brême       |
| S.7               | U-749                  | Schichau-Werke Dantzig   | 14.08.1943        | t.v. Alberto Longhi                                                   | Perdu lors d'un bombardement aérien de l'USAAF, le 04.04.1945 à Kiel        |
| S.8               | U-1161                 | Danziger Werft Dantzig   | 25.08.1943        | t.v. Federico De Siervo                                               | Sabordé le 04.05.1945 à Flensburg                                           |
| S.9               | U-750                  | Schichau-Werke Dantzig   | 26.08.1943        | t.v. Emerico Siriani                                                  | Sabordé le 05.05.1945 à Flensburg                                           |